# 枫生高速公路
枫林－生米高速公路（江西省级高速公路网编号S49，简称枫生高速）是江西省的一条地方高速公路。该高速目前部分为南昌西一环快速路。

## 历史
江西高速公路根据国家在2007年的高速公路编号调整而出现的，于2009年正式调整出现，分别由原昌九高速公路和原昌樟高速公路组成。
2012年8月1日该高速公路定位为城市快速路，2014年1月的公示将计划对该公路新增互通立交。